# Сједињене Америчке Државе на Летњим олимпијским играма 2024.
Сједињене Америчке Државе ( САД ), које представља Олимпијски и параолимпијски комитет Сједињених Држава (УСОПЦ), су учествовале на Летњим олимпијским играма 2024. у Паризу од 26. јула до 11. августа 2024. године. Спортисти ове нације су се такмичили на свим Летњим олимпијским играма модерне ере, осим на издању 1980. у Москви, када је Америка водила бојкот 66 нација у знак протеста против совјетске инвазије на Авганистан .

## Освајачи медаља
| Медаља | Олимпијац         | Спорт      | Дисциплина                           |  |
| ------ | ----------------- | ---------- | ------------------------------------ |  |
| Злато  | Рајан Краузер     | Атлетика   | Бацање кугле                         |  |
| Злато  | Џозеф Ковач       | Атлетика   | Бацање кугле                         |  |
| Злато  | Ша'Кари Ричардсон | Атлетика   | Жене 100 м                           |  |
| Злато  | Симон Бајлс       | Гимнастика | Женски уметнички тим у вишебоју      |  |
| Злато  | Џејд Кери         | Гимнастика | Женски уметнички тим у вишебоју      |  |
| Злато  | Џордан Чајлс      | Гимнастика | Женски уметнички тим у вишебоју      |  |
| Злато  | Суниса Ли         | Гимнастика | Женски уметнички тим у вишебоју      |  |
| Злато  | Хезли Ривера      | Гимнастика | Женски уметнички тим у вишебоју      |  |
| Злато  | Симон Бајлс       | Гимнастика | Женски уметнички појединачни вишебој |  |
| Злато  | Симон Бајлс       | Гимнастика | Женски коњ                           |  |
| Злато  | Џастин Бест       | Пливање    | Четверац без кормилара               |  |
| Злато  | Лиам Кориган      | Пливање    | Четверац без кормилара               |  |
| Злато  | Мајкл Грејди      | Пливање    | Четверац без кормилара               |  |
| Злато  | Ник Мид           | Пливање    | Четверац без кормилара               |  |
| Злато  | Жаклин Дубрович   | Мачевање   | Женски тимски флорет                 |  |
| Злато  | Ли Кифер          | Мачевање   | Женски тимски флорет                 |  |
| Злато  | Лаурен Скругс     | Мачевање   | Женски тимски флорет                 |  |
| Злато  | Маја Веинтрауб    | Мачевање   | Женски тимски флорет                 |  |
| Злато  | Ли Кифер          | Мачевање   | Женски флорет                        |  |